# 基模 (心理學)
，是人類用來為他們透過感覺器官接收的訊息分配含義的輔助工具。該模式使人們能夠在任何情況下快速輕鬆地找到自己的思緒出路，並做出相對理性的行為。只有在令人驚訝或特別重要的情況下，受控制而有意識的認知才會取代其引導行動。
基模描述的是一種思維或行為模式，用來組織資訊的類別，以及資訊之間的關係。它也可以被描述为先入为主思想的心理结构，表示世界某些觀點的框架，或是用於组织和感知新資訊的系统。基模會影响注意力和新知识的吸收：人们更有可能注意到符合其基模的事物，同时将與基模矛盾的事物重新解释为例外，或是扭曲它们以适应基模。即使面对相互矛盾的資訊，基模也有保持不变的趋势。 基模可以帮助理解世界和快速变化的环境。 大多数情况下，人们使用基模时可以不经思索快速地将新的感知组织到基模中，並不需要复杂的思考。
基模是內隱記憶的內容，因此被“帶入”到相應的情境中，並透過識別（自上而下）通過選擇/過濾傳入訊息、其含義以及進一步透過新知識的存儲和分類來確定。它們還填補了訊息的空缺並決定如何解釋模糊的刺激。因此，基模控制著人們的感知和訊息處理，進而控制著他們的行為。如果現實顯示出與現行方案的差異，那麼只有當它們非常顯眼，“不容忽視”時才會被感知。 讓·皮亞傑創造該術語，以命名我們的經驗被歸類到的認知結構。 基模研究的基本工作來自弗雷德里克·巴特萊特和黑茲爾·羅斯·馬庫斯 （Hazel Rose Markus）。
從技術上講，心理學中的基模是一種心理知識結構，它以抽象的、概括的形式包含有關特定對象或概念的訊息。該模式不應被理解為記憶中的實體，而是作為對如何在訊息處理中使用所學知識的說明。
人们使用基模来组织当前知识，并为将来的理解提供框架。基模的例子包括学术规则、社交模式、刻板印象、社会角色、脚本、世界观和原型。在皮亚杰的認知發展論中，儿童根據他們所經歷的互動來構建一系列的基模，用來帮助他们理解世界。

## 历史
在心理学与哲学分离之前，康德已經對“基模”一词作出了详细的論述。
在心理學上，基模的概念早期由格式塔心理学家和讓·皮亞傑共同提出：皮亞傑于1923年引入了“基模”一词。英国心理学家弗雷德里克·巴特莱特借鑒了神經學家亨利·海德使用的身體基模一词，其著作使得这個概念在心理学和教育中得到普及。它被教育心理学家理查德·安德森（Richard C. Anderson）扩展为基模理论。从那以后，其他术语诸如“框架”、“场景”和“脚本”之类也被用来描述基模。

## 基模處理
透過使用基模（一种用于编码和提取記憶的启发式技术），大多数典型情况不需要太多繁重的处理。人们可以毫不费力快速地将新观念组织到基模。
然而，基模會影响和阻碍新資訊的取得（順攝抑制），像是刻板印象會引起受限的或偏差的論述和期望（偏见），導致一個人“看到”或“想起”某些没有发生的事物，這是因为對他而言，基模更加可信。例如，如果一个穿着講究的商人在流浪汉身上拔出一把刀，旁观者的基模可能會（且经常如此）引导他们“记住”流浪汉拔出了一把刀。而这种记忆失真已经被证實。
基模是相互关联的，多个冲突的基模可以应用于同一個資訊。通常认为基模具有一定程度的激活，其可以在相关的基模之间传播。选择何种基模則取決於当前激活、可访问性、促發和情绪等因素。
可访问性是基模被聯想到的難易度，由個人經驗和專業知識決定。這可以作為一種认知捷径；允许人们选择最常见的解释以获取新資訊（參見可用式啟發性）。
透過促發、短暂且不易察觉的刺激，暂时足以激活基模，以便将其用于随后的模糊資訊。尽管这可能暗示了潜意识資訊的可能性，但促發影响過於短暂，以至于难以在实验室条件之外被检测到。此外，只需要刺激意识的曝光效果就远比促發更有效。

## 背景研究
基模的最初概念与重建記憶相关联，巴特莱特在一系列实验提出並證明該記憶。透過向参与者展示一些資訊，而該參與者對該資訊的文化背景和期望並不熟悉，然后监测他们如何回憶資訊中的不同項目（故事等），巴特莱特确定个人现有的基模和刻板印象不仅影响如何解释“基模-外国”的新資訊，還影响隨著時間的推移他们如何回忆資訊。他最着名的一项调查涉及要求参与者阅读美国原住民民间故事“鬼之战”，並在一年後多次回憶。所有參與者都對故事的細節進行了轉換，以反映他們的文化規範和期望，也就是符合他们的基模。而影响他们回憶的因素包括：
- 省略被认为与参与者无关的資訊。
- 改變某些细节、事件的顺序等等；故事強調的部分發生轉變。
- 合理化：故事中不合理的細節和方面將被“填充”並加以解釋，方便參與者理解。
- 文化转变：故事的内容和风格改变，使得對参与者的文化背景而言，更加连贯和适当。

巴特利特的研究證明了長期記憶並非固定不變，而是由於基模隨著經驗發展，而不斷調整。从某种意义上说，它支持存在主义的观点，即人们在一个不断叙事/推論的调整过程中，建構过去及现在，且人们大部分所“记住”的内容实际上是混淆 （调整和合理化）的叙述，使他们能够以连续和连贯的事件串來思考过去，即便很可能在任何特定时间，大部分记忆（情节和语义）都无法取回。
基模理論的發展過程中，大衛·魯梅爾哈特對敘事和故事的理解邁出了重要的一步。W.F. Brewer和J.C. Treyens則进行了进一步的研究，他们证明了由基模驱动、對於对象存在的期望有时足以触发其错误的回忆。 在一項實驗中，參與者被要求在一間被認定為學術研究的房間裡等待，之后詢問關於房间的内容。許多参与者回忆起在研究期間曾看到書本，然而房間內實際上卻未放置書本。Brewer和Treyens得出的结论是，參與者對學術研究中出現書本的期望足以阻止他們對場景的準確回憶。
在20世纪70年代，计算机科学家马文·闵斯基試圖開發具有類似人類能力的機器。在嘗試解決遇到的困难的過程中，他無意中發現了巴特利特的工作。如果打算让机器像人类那樣地行动，他需要機器利用儲存的知识来执行處理程序。为了弥补这一点，他创造了所谓的框架構念（frame construct），这是一种在机器中表示知识的方法。框架構想可以看作是基模構念（schema construct）的扩展和詳盡闡述。他创建了框架知识的概念作为与新資訊交互的方式。他提議。固定和广泛的資訊可被表示为框架，由可接受一系列數值的插槽所組成，如果世界有插槽没數值，則填入預設值。由于閔斯基的工作，今日计算机加深了對心理学影响。在1980年代，大卫·鲁梅哈特扩展了閔斯基的觀點，创造了一种「复杂知识的心理表征」的明确心理学理论。
罗杰·尚克和羅伯特·艾貝爾森提出了脚本（script）的概念，这个脚本被称为動作序列的一般性知識。这导致了许多新的实证研究，发现提供相关的基模可以提高對文章的理解和記憶。